# Genzano di Lucania
Genzano di Lucania is een gemeente in de Italiaanse provincie Potenza (regio Basilicata) en telt 6128 inwoners (31-12-2004). De oppervlakte bedraagt 207,3 km², de bevolkingsdichtheid is 29 inwoners per km².

## Demografie
Genzano di Lucania telt ongeveer 2312 huishoudens. Het aantal inwoners daalde in de periode 1991-2001 met 3,4% volgens cijfers uit de tienjaarlijkse volkstellingen van ISTAT.
| Jaar | Inwoneraantal |
| ---- | ------------- |
| 1991 | 6330          |
| 2001 | 6115          |

## Geografie
De gemeente ligt op ongeveer 587 m boven zeeniveau.
Genzano di Lucania grenst aan de volgende gemeenten: Acerenza, Banzi, Gravina in Puglia (BA), Irsina (MT), Oppido Lucano, Palazzo San Gervasio, Poggiorsini (BA), Spinazzola (BA).